# Pero Fromarigues de Guimarães
Pero Fromarigues de Guimarães (1080 -?) foi Senhor de Melo, fidalgo e cavaleiro medieval do Reino de Portugal, que viveu na Quinta do Paço de Urgezes, localizada na freguesia de Urgezes, próximo à actual cidade de Guimarães.

## Relações familiares
Filho de Fromarigo Guterres (985 -?), Senhor de Melo, fidalgo e cavaleiro medieval do Reino de Portugal. Casou em 1080 com Gotinha de quem teve:
1. Paio Pires de Guimarães (1100 -?) que casou com Elvira Fernandes, filha de Fernão Pires Tinhoso,
2. Pero Pires de Guimarães que casou com Maria Pais,
3. Fernão Peres de Guimarães (c. 1080 - 1178) que casou com Usco Godins de Lanhoso (c. 1090 - ?), também conhecida como Unisco Godins de Lanhoso, filha de Godinho Fafes de Lanhoso "o Velho", 5ª Senhor de Lanhoso e de Ouroana Mendes de Riba Douro.